# Vismia schultesii
Vismia schultesii är en johannesörtsväxtart som beskrevs av N.K.B. Robson. Vismia schultesii ingår i släktet Vismia och familjen johannesörtsväxter. Inga underarter finns listade i Catalogue of Life.